# Кучиловина
Кучиловина је насеље у саставу Града Загреба. Налази се у четврти Сесвете. До територијалне реорганизације у Хрватској налазила се у саставу старе загребачке приградске општине Сесвете.

## Становништво
На попису становништва 2011. године, Кучиловина је имала 219 становника.

## Попис1991.
На попису становништва 1991. године, насељено место Кучиловина је имало 229 становника, следећег националног састава:
| Попис 1991.‍  | Попис 1991.‍  | Попис 1991.‍ | Попис 1991.‍ | Попис 1991.‍ |
| ------------ | ------------ | ----------- | ----------- | ----------- |
|              |              |             |             |             |
| Хрвати       | Хрвати       |             | 217         | 94,75%      |
| Муслимани    | Муслимани    |             | 9           | 3,93%       |
| неопредељени | неопредељени |             | 3           | 1,31%       |
| укупно: 229  |              |             |             |             |